# یارپن
یارپن (به سوئدی: Järpen) یک منطقهٔ مسکونی در سوئد است که در بخش آووره واقع شده‌است. یارپن ۲٫۱۷ کیلومتر مربع مساحت و ۱٬۴۰۸ نفر جمعیت دارد.